# Al Arbour
Al Arbour, właśc. Alger Joseph Arbour (ur. 1 listopada 1932 w Greater Sudbury, zm. 28 sierpnia 2015 w Sarasocie) – kanadyjski hokeista grający na pozycji obrońcy, trener, działacz hokejowy.
Jeden z najbardziej utytułowanych ludzi w historii hokeja na lodzie. Reprezentował barwy: Windsor Spitfires, Detroit Hettche, Washington Lions, czterokrotnie Edmonton Flyers (dwukrotny zdobywca Lester Patrick Cup), Sherbrooke Saints, Detroit Red Wings (zdobywca Pucharu Stanleya), Quebec Aces, Chicago Blackhawks (zdobywca Pucharu Stanleya), Toronto Maple Leafs (dwukrotny zdobywca Pucharu Stanleya), trzykrotnie Rochester Americans (dwukrotny zdobywca Pucharu Caldera) oraz St. Louis Blues. Jest wraz z wieloletnim klubowym kolegą, Edem Litzenbergerem, jednym z 11 zawodników, którzy zdobyli dwukrotnie z rzędu Puchar Stanleya z dwoma różnymi klubami, a także jednym z 11 zawodników, którzy zdobyli Puchar Stanleya z trzema różnymi klubami. Był jednym z niewielu zawodników grających w okularach, a także z ostatnich zawodników grających w nich w lidze NHL. Arbour był także znany z tego, iż kładł się przed bramkarzem w celu blokowania strzałów zawodników drużyn przeciwnych na bramkę swoim ciałem.
Jako trener dwukrotnie prowadził St. Louis Blues oraz trzykrotnie New York Islanders (czterokrotny zdobywca Pucharu Stanleya). Zajmuje 6. miejsce względem liczby prowadzonych meczów w roli trenera (1607 meczów): za Scottym Bowmanem, Barrym Trotzem, Joelem Quenneville’em, Paulem Maurice’em oraz Lindym Ruffem, a także 5. miejsce względem liczby wygranych meczów w roli trenera (782 wygrane mecze): za Scottym Bowmanem, Joelem Quenneville’em, Barrym Trotzem i Kenem Hitchcockiem.
Był także nagradzany indywidualnie: zdobywca Jack Adams Award, członek Hockey Hall of Fame (1996), członek Galerii Sław New York Islanders (1997) oraz członek Nassau County Sports Hall of Fame (2000).
Jako działacz był w latach 1986–1988 wiceprezesem ds. rozwoju zawodników w New York Islanders.

## Kariera

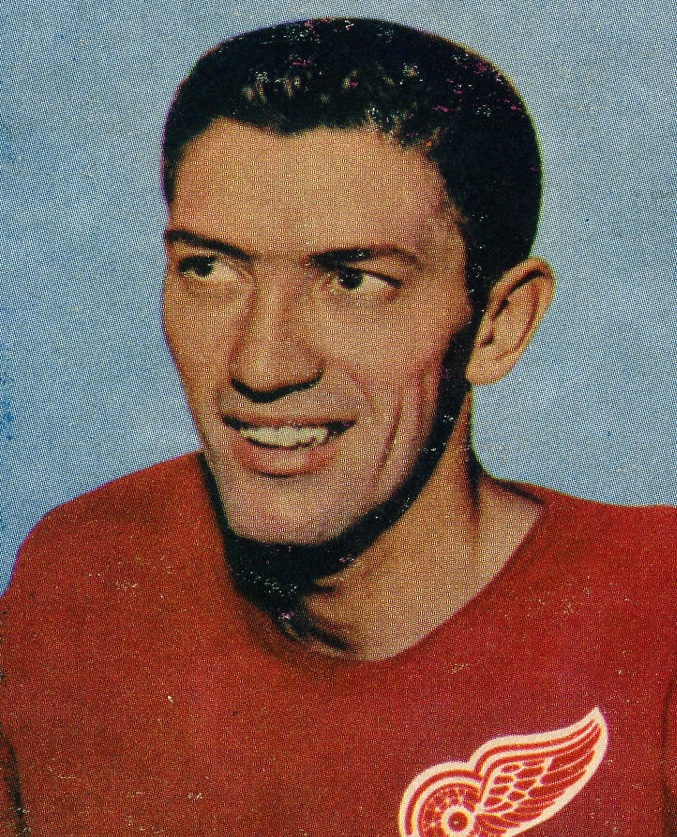
Al Arbour w barwach Detroit Red Wings, 1957 rok

Al Arbour karierę sportową rozpoczął w 1949 roku w występującym w lidze OHA-Jr. Windsor Spitfires, w którym grał do 1953 roku, grając równocześnie na wypożyczeniach w: występującym w lidze IHL Detroit Hettche (1949–1950), występującym w lidze EAHL Washington Lions (1952) oraz w występującym w lidze WHL Edmonton Flyers (1953 – zdobywca Lester Patrick Cup 1953). Następnie w sezonie 1953/1954 był zawodnikiem w występującym w lidze QHL Sherbrooke Saints, po czym jeszcze w tym samym sezonie został zawodnikiem występującego w lidze NHL Detroit Red Wings, z którym zdobył pierwszy w swojej karierze Puchar Stanleya, po wygranej rywalizacji 4:3 z Montreal Canadiens. Jednak z powodu zbyt silnej wówczas konkurencji z drużynie Czerwonych Skrzydeł, grał na wypożyczeniach: trzykrotnie w występującym w lidze WHL Edmonton Flyers (1954–1955, 1955–1956, 1956–1957 – zdobywca Lester Patrick Cup 1955) oraz w występującym w lidze QHL Quebec Aces (1954–1955), aż w sezonie 1957/1958 stał się podstawowym zawodnikiem drużyny Czerwonych Skrzydeł.
Po sezonie 1957/1958 został zawodnikiem Chicago Black Hawks, z którym w sezonie 1960/1961 zdobył swój drugi w karierze Puchar Stanleya, po wygranej rywalizacji 4:2 w finale ze swoim byłym klubem, Detroit Red Wings. Po sezonie 1960/1961, w latach 1961–1966 reprezentował barwy Toronto Maple Leafs, z którym dwukrotnie zdobył Puchar Stanleya (1962, 1964), a także grał na trzykrotnie najpierw na wypożyczeniu, a od sezonu 1966/1967, na zasadzie wolnego transferu, w występującym w lidze AHL Rochester Americans, z którym dwukrotnie zdobył Puchar Caldera (1965, 1966).
6 czerwca 1967 roku został wybrany przez władze klubu ligi NHL, St. Louis Blues, w 5 rundzie draftu NHL z numerem 30. Wkrótce został pierwszym w historii klubu kapitanem, z którym trzykrotnie dotarł do finału Pucharu Stanleya (1968, 1969, 1970), które wszystkie drużyna Niebieskich przegrała 0:4 kolejno: dwukrotnie z Montreal Canadiens oraz z Boston Bruins. Po sezonie 1970/1971 Arbour zakończył karierę sportową.
Łącznie w lidze OHA-Jr., w fazie zasadniczej rozegrał 145 meczów, w których zdobył 40 punktów (17 goli, 23 asysty) oraz spędził 205 minut na ławce kar, natomiast w fazie play-off rozegrał 1 mecz, w lidze IHL, w fazie zasadniczej rozegrał 33 mecze, w których zdobył 22 punkty (14 goli, 8 asyst) oraz spędził 10 minut na ławce kar, natomiast w fazie play-off rozegrał 3 mecze, w których spędził 4 minuty na ławce kar, w lidze EAHL, w fazie zasadniczej rozegrał 4 mecze, w których zdobył 2 punkty (2 asysty), w lidze WHL, w fazie zasadniczej rozegrał 143 mecze, w których zdobył 37 punktów (10 goli, 27 asyst) oraz spędził 174 minuty na ławce kar, natomiast w fazie play-off rozegrał 18 meczów, w których zdobył 5 punktów (5 asyst) oraz spędził 14 minut na ławce kar, w lidze QHL, w fazie zasadniczej rozegrał 39 meczów, w których zdobył 13 punktów (5 goli, 8 asyst) oraz spędził 79 minut na ławce kar, natomiast w fazie play-off rozegrał 6 meczów, w których spędził 4 minuty na ławce kar, w lidze NHL, w fazie zasadniczej rozegrał 626 meczów, w których zdobył 70 punktów (12 goli, 58 asyst) oraz spędził 617 minut na ławce kar, natomiast w fazie play-off rozegrał 86 meczów, w których zdobył 9 punktów (1 gol, 8 asyst) oraz spędził 92 minuty na ławce kar, natomiast w lidze AHL, w fazie zasadniczej rozegrał 324 mecze, w których zdobył 101 punktów (15 goli, 86 asyst) oraz spędził 381 minut na ławce kar, natomiast w fazie play-off rozegrał 39 meczów, w których zdobył 7 punktów (1 gol, 6 asyst) oraz spędził 42 minuty na ławce kar.

## Kariera trenerska

### Wczesna kariera
Al Albour jeszcze w trakcie kariery sportowej rozpoczął karierę trenerską. W 1967 roku został trenerem uniwersyteckiej drużyny hokejowej z University of Iowa w Iowa City, Iowa Hawkeyes, w którym zaliczył rekord 50% wygranych meczów. W 1970 roku zastąpił Scotty’ego Bowmana na stanowisku trenera swojego klubu, St. Louis Blues, zostając tym samym grającym trenerem drużyny Niebieskich. Jednak jeszcze w trakcie sezonu 1970/1971 został zastąpiony przez Scotty’ego Bowmana. Po sezonie 1970/1971 ponownie został trenerem drużyny Niebieskich, zastępując na tym stanowisku Billa McCreary’ego, jednak 1972 roku został zwolniony z powodu słabego początku sezonu 1972/1973 (2 zwycięstwa, 5 remisów, 6 porażek) oraz zastąpiony przez Jeana-Guya Talbota.

### New York Islanders (1973–1986)
Po sezonie 1972/1973 menedżer generalny New York Islanders, Bill Torrey powołał Arboura na stanowisko trenera drużyny Wyspiarzy. W sezonie 1973/1974 roku klub pod wodzą Arboura ponownie zajął ostatnie 8. miejsce w Dywizji Wschodniej, jednak w porównaniu z sezonem 1972/1973 klub stracił 182 goli (100 goli mniej) oraz zdobył 56 punktów (30 punktów więcej). Wkrótce obrońca lokalnego rywala drużyny Wyspiarzy – New York Rangers, Brad Park, po tym jak Wyspiarze w sezonie 1973/1974 po raz pierwszy wygrał mecze z klubami z innych miast, stwierdził: „Mają system. Wyglądają jak drużyna hokejowa”.
W sezonie 1974/1975 drużyna Wyspiarzy z 88 punktami zajęła 3. miejsce w Dywizji Patrick, dzięki czemu po raz pierwszy w swojej historii awansowała do fazy play-off ligi NHL. W pierwszej rundzie wygrała rywalizację 2:1 (3:2, 3:8, 4:3 p.d.) z New York Rangers, w ćwierćfinale wygrała rywalizację 4:3 (4:5, 1:3, 4:6, 3:1, 4:2, 4:1, 1:0) z Pittsburgh Penguins (po raz drugi w historii sportu, po raz pierwszy od 1942 roku, drużyna wygrywa rywalizację w fazie play-off, przy stanie przegranej 3:0). W półfinale przegrała rywalizację 4:3 (0:4, 4:5 p.d., 0:1, 4:3 p.d., 5:1, 2:1, 1:4) z obrońcą i późniejszym zdobywcą Pucharu Stanleya, Philadelphią Flyers, kończąc tym samym sezon 1974/1975.
Po dwóch przegranych rywalizacjach w półfinałach z Montrealem Canadiens w sezonie 1975/1976 (1:4) oraz w sezonie 1976/1977 (2:4), oraz w ćwierćfinale z Toronto Maple Leafs (3:4 – zwycięski gol Lanny’ego McDonalda w 4. minucie dogrywki, w 7. meczu) w sezonie 1977/1978, w sezonie 1978/1979 drużyna Wyspiarzy udanie zaliczyła fazę zasadniczą (1. miejsce w Dywizji Patrick z 116 punktami), w ćwierćfinale wygrała rywalizację 4:0 z Chicago Blackhawks, jednak w półfinale przegrała rywalizację 4:2 z lokalnym rywalem, New York Rangers, kończąc tym samym sezon 1978/1979, natomiast Arbour otrzymał nagrodę Jack Adams Award, przeznaczoną dla najlepszego trenera sezonu w lidze NHL.
W sezonie 1979/1980, drużyna Wyspiarzy zajęła 2. miejsce w Dywizji Patrick z 91 punktami, a po przybyciu do drużyny Wyspiarzy Butcha Goringa, w 12 ostatnich meczach, nie przegrała żadnego z nich, natomiast 24 maja 1980 roku, po wygraniu 5:4 po dogrywce z Pliladelphią Flyers oraz wygraniu rywalizacji 4:2 (4:3 p.d., 3:8, 6:2, 5:2, 3:6, 5:4 p.d.), w finale Pucharu Stanleya, drużyna Wyspiarzy po raz pierwszy w swojej historii zdobyła te trofeum. Później drużyna Wyspiarzy jeszcze trzykrotnie z rzędu zdobyła Puchar Stanleya (1981, 1982, 1983), natomiast w sezonie 1983/1984 została zdetronizowana, po przegranej rywalizacji 4:1 w finale z Edmonton Oilers, z Wayne’em Gretzkym na czele, przerywając tym samym rekord 19 wygranych rywalizacji w fazie play-off (rekord lig NBA, NFL, NHL oraz MLB). Od tego momentu żadna drużyna z lig NBA, NFL, NHL oraz MLB nie zdobyła mistrzostwa czterokrotnie z rzędu (najbliżej powtórzenia tego wyczynu była drużyna baseballowa ligi MLB, New York Yankees w sezonie 2001, jednak przegrała rywalizację 4:3 w finale World Series 2001 z Arizoną Diamondbacks).
Po sezonie 1985/1986 Arboura odszedł z funkcji trenera drużyny Wyspiarzy (jego następcą został Terry Simpson), przyjmując funkcję wiceprezesa ds. rozwoju zawodników w New York Islanders, którym był do 1988 roku.

### New York Islanders (1988–1994)
Po nieudanym początku sezonu 1988/1989, menedżer generalny New York Islanders, Bill Torrey zwolnił Terry’ego Simpsona, czym samym Arbour ponownie został trenerem drużyny Wyspiarzy, jednak nie był w stanie już nawiązać do czasów z początku lat 80. (większość zawodników z tego okresu już nie grała w klubie), zajmując ostatnie, 6. miejsce w Dywizji Patrick, nie awansując tym samym po raz pierwszy od 1975 roku do fazy play-off ligi NHL. W sezonie 1989/1990, drużyna Wyspiarzy w półfinale Dywizji przegrała rywalizację 4:1 (4:1, 4:3 p.d., 1:2 p.d., 1:4, 5:2) z lokalnym rywalem, New York Rangers, natomiast w sezonach 1990/1991 oraz 1991/1992 nie awansowała do fazy play-off ligi NHL. W sezonie 1992/1993 przegrała w finale Konferencji Księcia Walii rywalizację 4:1 z późniejszym zdobywcą Pucharu Stanleya, Montrealem Canadiens (w półfinale Dywizji z Washington Capitals, gwiazda drużyny Wyspiarzy, Pierre Turgeon, został poważnie kontuzjowany po uderzeniu zawodnika drużyny przeciwnej, Dale’a Huntera, w wyniku czego potrzebne były zmiany na rywalizację w finale Dywizji z faworyzowanym Pittsburgh Penguins, której ówczesną gwiazdą był Mario Lemieux, jednak drużyna Wyspiarzy wygrała rywalizację 4:3 (3:2, 0:3, 1:3, 6:5, 3:6, 7:5, 4:3 p.d.)). W sezonie 1993/1994 przegrali rywalizację 4:0 (6:0, 6:0, 5:1, 5:2) z późniejszym zdobywcą Pucharu Stanleya, New York Rangers, po czym Arbour przeszedł na emeryturę.
Za swoje osiągnięcia w 1996 roku został włączony do Hockey Hall of Fame, 25 stycznia 1997 roku do Galerii Sław New York Islanders, natomiast w 2000 roku do Nassau County Sports Hall of Fame.

### Powrót z emerytury
3 listopada 2007 roku, Al Arbour w wieku 75 lat, wróćił na ławkę trenerską New York Islanders na mecz domowy z Pittsburgh Penguins, by zastąpić w jednym meczu ówczesnego trenera drużyny Wyspiarzy, Teda Nolana, prowadząc tym samym swój 1500. mecz w fazie zasadniczej w drużynie Wyspiarzy oraz będąc tym samym najstarszym trenerem w historii ligi NHL. Mecz zakończył się wygraną drużyny Wyspiarzy 3:2, Arbiur tym samym odniósł 739. zwycięstwo w fazie zasadniczej jako trener drużyny Wyspiarzy.
Łącznie w lidze NHL, w fazie zasadniczej prowadził 1607 meczów (782 zwycięstwa, 248 remisów, 577 porażek), natomiast w fazie play-off prowadził 201 meczów (118 zwycięstw, 83 porażki).

## Statystyki

### Klubowe
| 1949/1950         | Windsor Spitfires   | OHA-Jr.           | 3   | 0  | 0  | 0   | 0   | 1  | 0 | 0 | 0 | 0  |
| 1949/1950         | Detroit Hettche     | IHL               | 33  | 14 | 8  | 22  | 10  | 3  | 0 | 0 | 0 | 4  |
| 1950/1951         | Windsor Spitfires   | OHA-Jr.           | 31  | 5  | 4  | 9   | 27  | —  | — | — | — | —  |
| 1951/1952         | Windsor Spitfires   | OHA-Jr.           | 55  | 7  | 12 | 19  | 86  | —  | — | — | — | —  |
| 1952/1953         | Windsor Spitfires   | OHA-Jr.           | 56  | 5  | 7  | 12  | 92  | —  | — | — | — | —  |
| 1952/1953         | Washington Lions    | EAHL              | 4   | 0  | 2  | 2   | 0   | —  | — | — | — | —  |
| 1952/1953         | Edmonton Flyers     | WHL               | 8   | 0  | 1  | 1   | 2   | 15 | 0 | 5 | 5 | 10 |
| 1953/1954         | Sherbrooke Saints   | QHL               | 19  | 1  | 3  | 4   | 24  | 2  | 0 | 0 | 0 | 2  |
| 1953/1954         | Detroit Red Wings   | NHL               | 36  | 0  | 1  | 1   | 18  | —  | — | — | — | —  |
| 1954/1955         | Edmonton Flyers     | WHL               | 41  | 3  | 9  | 12  | 39  | —  | — | — | — | —  |
| 1954/1955         | Quebec Aces         | QHL               | 20  | 4  | 5  | 9   | 55  | 4  | 0 | 0 | 0 | 2  |
| 1955/1956         | Edmonton Flyers     | WHL               | 70  | 5  | 14 | 19  | 109 | 3  | 0 | 0 | 0 | 4  |
| 1955/1956         | Detroit Red Wings   | NHL               | —   | —  | —  | —   | —   | 4  | 0 | 1 | 1 | 0  |
| 1956/1957         | Detroit Red Wings   | NHL               | 44  | 1  | 6  | 7   | 38  | 5  | 0 | 0 | 0 | 6  |
| 1956/1957         | Edmonton Flyers     | WHL               | 24  | 2  | 3  | 5   | 24  | —  | — | — | — | —  |
| 1957/1958         | Detroit Red Wings   | NHL               | 69  | 1  | 6  | 7   | 104 | 4  | 0 | 1 | 1 | 4  |
| 1958/1959         | Chicago Black Hawks | NHL               | 70  | 2  | 10 | 12  | 86  | 6  | 1 | 2 | 3 | 26 |
| 1959/1960         | Chicago Black Hawks | NHL               | 57  | 1  | 5  | 6   | 66  | 4  | 0 | 0 | 0 | 4  |
| 1960/1961         | Chicago Black Hawks | NHL               | 53  | 3  | 2  | 5   | 40  | 7  | 0 | 0 | 0 | 2  |
| 1961/1962         | Toronto Maple Leafs | NHL               | 52  | 1  | 5  | 6   | 68  | 8  | 0 | 0 | 0 | 6  |
| 1962/1963         | Toronto Maple Leafs | NHL               | 4   | 1  | 0  | 1   | 4   | —  | — | — | — | —  |
| 1962/1963         | Rochester Americans | AHL               | 63  | 6  | 21 | 27  | 97  | 2  | 0 | 2 | 2 | 2  |
| 1963/1964         | Toronto Maple Leafs | NHL               | 6   | 0  | 1  | 1   | 0   | 1  | 0 | 0 | 0 | 0  |
| 1963/1964         | Rochester Americans | AHL               | 60  | 3  | 19 | 22  | 62  | 2  | 1 | 0 | 1 | 0  |
| 1964/1965         | Rochester Americans | AHL               | 71  | 1  | 16 | 17  | 88  | 10 | 0 | 1 | 1 | 16 |
| 1964/1965         | Toronto Maple Leafs | NHL               | —   | —  | —  | —   | —   | 1  | 0 | 0 | 0 | 2  |
| 1965/1966         | Toronto Maple Leafs | NHL               | 4   | 0  | 1  | 1   | 2   | —  | — | — | — | —  |
| 1965/1966         | Rochester Americans | AHL               | 59  | 2  | 11 | 13  | 86  | 12 | 0 | 2 | 2 | 8  |
| 1966/1967         | Rochester Americans | AHL               | 71  | 3  | 19 | 22  | 48  | 13 | 0 | 1 | 1 | 16 |
| 1967/1968         | St. Louis Blues     | NHL               | 74  | 1  | 10 | 11  | 50  | 14 | 0 | 3 | 3 | 10 |
| 1968/1969         | St. Louis Blues     | NHL               | 67  | 1  | 6  | 7   | 50  | 12 | 0 | 0 | 0 | 10 |
| 1969/1970         | St. Louis Blues     | NHL               | 68  | 0  | 3  | 3   | 85  | 14 | 0 | 1 | 1 | 16 |
| 1970/1971         | St. Louis Blues     | NHL               | 22  | 0  | 2  | 2   | 6   | 6  | 0 | 0 | 0 | 6  |
| Łącznie w OHA-Jr. | Łącznie w OHA-Jr.   | Łącznie w OHA-Jr. | 145 | 17 | 23 | 40  | 205 | 1  | 0 | 0 | 0 | 0  |
| Łącznie w IHL     | Łącznie w IHL       | Łącznie w IHL     | 33  | 14 | 8  | 22  | 10  | 3  | 0 | 0 | 0 | 4  |
| Łącznie w EAHL    | Łącznie w EAHL      | Łącznie w EAHL    | 4   | 0  | 2  | 2   | 0   | —  | — | — | — | —  |
| Łącznie w WHL     | Łącznie w WHL       | Łącznie w WHL     | 143 | 10 | 27 | 37  | 174 | 18 | 0 | 5 | 5 | 14 |
| Łącznie w QHL     | Łącznie w QHL       | Łącznie w QHL     | 39  | 5  | 8  | 13  | 79  | 6  | 0 | 0 | 0 | 4  |
| Łącznie w NHL     | Łącznie w NHL       | Łącznie w NHL     | 626 | 12 | 58 | 70  | 617 | 86 | 1 | 8 | 9 | 92 |
| Łącznie w AHL     | Łącznie w AHL       | Łącznie w AHL     | 324 | 15 | 86 | 101 | 381 | 39 | 1 | 6 | 7 | 42 |

### Trenerskie
| Sezon         | Klub               | Liga          | Faza zasadnicza | Faza zasadnicza | Faza zasadnicza | Faza zasadnicza | Faza zasadnicza | Faza zasadnicza                | Faza play-off          | Faza play-off          | Faza play-off          | Faza play-off          | Faza play-off                                          |
| Sezon         | Klub               | Liga          | M               | Z               | R               | P               | Pkt             | Miejsce                        | M                      | Z                      | P                      | Z%                     | Wynik                                                  |
| ------------- | ------------------ | ------------- | --------------- | --------------- | --------------- | --------------- | --------------- | ------------------------------ | ---------------------- | ---------------------- | ---------------------- | ---------------------- | ------------------------------------------------------ |
| 1970/1971     | St. Louis Blues    | NHL           | 50              | 21              | 14              | 15              | 56              | 2. miejsce, Dywizja Zachodnia  | 6                      | 2                      | 4                      | 33.33                  | Ćwierćfinał (przegrana z Minnesota North Stars)        |
| 1971/1972     | St. Louis Blues    | NHL           | 44              | 19              | 6               | 19              | 44              | 3. miejsce, Dywizja Zachodnia  | 11                     | 4                      | 7                      | 36.36                  | Półfinał (przegrana z Boston Bruins)                   |
| 1972/1973     | St. Louis Blues    | NHL           | 13              | 2               | 5               | 6               | (9)             | (Zwolniony)                    | —                      | —                      | —                      | —                      | —                                                      |
| 1973/1974     | New York Islanders | NHL           | 78              | 19              | 18              | 41              | 56              | 8. miejsce, Dywizja Wschodnia  | Nie zakwalifikował się | Nie zakwalifikował się | Nie zakwalifikował się | Nie zakwalifikował się | Nie zakwalifikował się                                 |
| 1974/1975     | New York Islanders | NHL           | 80              | 33              | 22              | 25              | 88              | 3. miejsce, Dywizja Patrick    | 15                     | 7                      | 8                      | 46.67                  | Półfinał (przegrana z Philadelphia Flyers)             |
| 1975/1976     | New York Islanders | NHL           | 80              | 42              | 17              | 21              | 101             | 2. miejsce, Dywizja Patrick    | 13                     | 7                      | 6                      | 53.85                  | Półfinał (przegrana z Montreal Canadiens)              |
| 1976/1977     | New York Islanders | NHL           | 80              | 47              | 12              | 21              | 106             | 2. miejsce, Dywizja Patrick    | 12                     | 8                      | 4                      | 66.67                  | Półfinał (przegrana z Montreal Canadiens)              |
| 1977/1978     | New York Islanders | NHL           | 80              | 48              | 15              | 17              | 111             | 1. miejsce, Dywizja Patrick    | 7                      | 3                      | 4                      | 42.86                  | Ćwierćfinał (przegrana z Toronto Maple Leafs)          |
| 1978/1979     | New York Islanders | NHL           | 80              | 51              | 14              | 15              | 116             | 1. miejsce, Dywizja Patrick    | 15                     | 9                      | 6                      | 60                     | Półfinał (przegrana z New York Rangers)                |
| 1979/1980     | New York Islanders | NHL           | 80              | 39              | 13              | 28              | 91              | 2. miejsce, Dywizja Patrick    | 21                     | 15                     | 6                      | 71.43                  | Puchar Stanleya (wygrana z Philadelphia Flyers)        |
| 1980/1981     | New York Islanders | NHL           | 80              | 48              | 14              | 18              | 110             | 1. miejsce, Dywizja Patrick    | 18                     | 15                     | 3                      | 83.33                  | Puchar Stanleya (wygrana z Minnesota North Stars)      |
| 1981/1982     | New York Islanders | NHL           | 80              | 54              | 10              | 16              | 118             | 1. miejsce, Dywizja Patrick    | 19                     | 15                     | 4                      | 78.95                  | Puchar Stanleya (wygrana z Vancouver Canucks)          |
| 1982/1983     | New York Islanders | NHL           | 80              | 42              | 12              | 26              | 96              | 2. miejsce, Dywizja Patrick    | 20                     | 15                     | 5                      | 75                     | Puchar Stanleya (wygrana z Edmonton Oilers)            |
| 1983/1984     | New York Islanders | NHL           | 80              | 50              | 4               | 26              | 104             | 1. miejsce, Dywizja Patrick    | 21                     | 12                     | 9                      | 57.14                  | Finał Pucharu Stanleya (przegrana z Edmonton Oilers)   |
| 1984/1985     | New York Islanders | NHL           | 80              | 40              | 6               | 34              | 86              | 3. miejsce, Dywizja Patrick    | 10                     | 4                      | 6                      | 40                     | Finał Dywizji (przegrana z Philadelphia Flyers)        |
| 1985/1986     | New York Islanders | NHL           | 80              | 39              | 12              | 29              | 90              | 3. miejsce, Dywizja Patrick    | 3                      | 0                      | 3                      | 0                      | Półfinał Dywizji (przegrana z Washington Capitals)     |
| 1988/1989     | New York Islanders | NHL           | 53              | 21              | 3               | 29              | 45              | 6. miejsce, Dywizja Patrick    | Nie zakwalifikował się | Nie zakwalifikował się | Nie zakwalifikował się | Nie zakwalifikował się | Nie zakwalifikował się                                 |
| 1989/1990     | New York Islanders | NHL           | 80              | 31              | 11              | 38              | 73              | 4. miejsce, Dywizja Patrick    | 5                      | 1                      | 4                      | 20                     | Półfinał Dywizji (przegrana z New York Rangers)        |
| 1990/1991     | New York Islanders | NHL           | 80              | 25              | 10              | 45              | 60              | 6. miejsce, Dywizja Patrick    | Nie zakwalifikował się | Nie zakwalifikował się | Nie zakwalifikował się | Nie zakwalifikował się | Nie zakwalifikował się                                 |
| 1991/1992     | New York Islanders | NHL           | 80              | 34              | 11              | 35              | 79              | 5. miejsce, Dywizja Patrick    | Nie zakwalifikował się | Nie zakwalifikował się | Nie zakwalifikował się | Nie zakwalifikował się | Nie zakwalifikował się                                 |
| 1992/1993     | New York Islanders | NHL           | 84              | 40              | 7               | 37              | 87              | 3. miejsce, Dywizja Patrick    | 18                     | 9                      | 9                      | 50                     | Finał Konferencji (przegrana z Montreal Canadiens)     |
| 1993/1994     | New York Islanders | NHL           | 84              | 36              | 12              | 36              | 84              | 4. miejsce, Dywizja Atlantycka | 4                      | 0                      | 4                      | 0                      | Ćwierćfinał Konferencji (przegrana z New York Rangers) |
| 2007/2008     | New York Islanders | NHL           | 1               | 1               | 0               | 0               | 2               | —                              | —                      | —                      | —                      | —                      | —                                                      |
| Łącznie w NHL | Łącznie w NHL      | Łącznie w NHL | 1607            | 782             | 248             | 577             | 1812            |                                | 218                    | 126                    | 92                     | 57.8                   |                                                        |

## Sukcesy

### Zawodnicze
Edmonton Flyers
- Lester Patrick Cup: 1953, 1955

Detroit Red Wings
- Puchar Stanleya: 1954

Chicago Blackhawks
- Puchar Stanleya: 1961

Toronto Maple Leafs
- Puchar Stanleya: 1962, 1964

Rochester Americans
- Puchar Caldera: 1965, 1966

St. Louis Blues
- Finał Pucharu Stanleya: 1968, 1969, 1970

### Trenerskie
New York Islanders
- Puchar Stanleya: 1980, 1981, 1982, 1983
- Finał Pucharu Stanleya: 1984

### Indywidualne
- Jack Adams Award: 1979
- Członek Hockey Hall of Fame: 1996
- Członek Galerii Sław New York Islanders: 1997
- Członek Nassau County Sports Hall of Fame: 2000

## Życie prywatne
Al Arbour miał żonę Claire i czwórkę dzieci, z którymi mieszkał w Longboat Key, stanie Floryda, ponadto wraz z żoną utrzymywał letni domek w Greater Sudbury. W 2015 roku leczył chorobę Parkinsona oraz demencję w Sarasocie, stanie Floryda, po czym ostatecznie trafił do tamtejszego hospicjum, w którym zmarł 28 sierpnia 2015 roku.